# Ảo giác tiền tệ
Ảo giác tiền tệ (tiếng Anh: money illusion) là một giả thuyết kinh tế học cho rằng chủ thể kinh tế có khuynh hướng chỉ nhận thức được giá trị danh nghĩa của tiền mà không nhận thức được giá trị thực tế của tiền. John Maynard Keynes là người đã nêu ra giả thuyết này, và Irving Fisher là người đã phát triển thuyết này qua tác phẩm Money Illusion của mình công bố năm 1928. Fisher cho rằng các chủ thể kinh tế không có khả năng tính toán chính xác và ông định nghĩa ảo giác tiền tệ là sự thất bại trong việc nhận ra dollar, hay bất cứ đơn vị tiền tệ nào khác, đang tăng hay giảm giá trị. Các nghiên cứu sau đó đưa ra những mô hình toán học phức tạp để thuyết minh giả thuyết này, chẳng hạn nghiên cứu Fehr, Ernst and Jean-Robert Tyran (2004).
Ảo giác tiền tệ thường xảy ra trong môi trường lạm phát. Don Patinkin (1922–1995) điều tra thấy giả dụ giảm tiền công danh nghĩa đi 2% trong điều kiện vật giá chung không đổi, thì người lao động sẽ nhận ra ngay. Nhưng nếu tăng tiền công thêm 2% trong điều kiện mức giá chung tăng tới 4% thì người lao động lại không nhận thấy là tiền công thực tế của mình bị giảm. Mặt khác, tăng tiền công danh nghĩa với một tỷ lệ bằng tỷ lệ lạm phát, nghĩa là tiền công thực tế không đổi, thì người lao động sẽ cho rằng thu nhập của mình tăng lên và có thể tiêu dùng nhiều hơn.
Ảo giác tiền tệ khiến cho quyết định của các chủ thể kinh tế trở nên không chính xác và hành vi kinh tế của họ bị làm méo mó. Giá cả, do đó, không linh hoạt. Từ đó dẫn đến nền kinh tế có thể ở trạng thái mất cân bằng và thiếu hiệu quả. Đây là một trong những lý luận kinh tế học vi mô cơ bản của kinh tế học Keynes.
Tuy nhiên, các trường phái kinh tế học khác Keynes phủ nhận giả thuyết về ảo giác tiền tệ và họ phát triển các lý luận kinh tế học để phản bác lại, chẳng hạn như các lý luận của Lucas (1972) và các lý luận của Chủ nghĩa tiền tệ.
Các nghiên cứu gần đây về ảo giác tiền tệ thường là những nghiên cứu thực nghiệm để tìm ra bằng chứng chấp nhận hoặc bác bỏ giả thuyết này. Tuy nhiên, kết luận của các nghiên cứu này không thống nhất.